# Sarkközeli-Urál
A Sarkközeli-Urál (oroszul Приполярный Урал [Pripaljarnij Ural]) az oroszországi Urál hegylánc része. Közigazgatásilag a központi vízválasztótól nyugatra eső része Komiföldhöz és a keletre eső Hanti- és Manysiföldhöz tartozik. A hegylánc északon a Sarki-Urállal, délen az Északi-Urállal folytatódik. 

## Földrajz
A Sarkközeli-Urál az Urálnak északon a Hulga (Ljapin) folyó forrásvidékétől (65º 40’ é. sz.) délen a Scsugor folyó keresztvölgyéig (64º é. sz.) és a Tyelposziz-hegyig (Tyelposz-iz, 1617 m) terjedő része. 230 km hosszan nyúlik el északkelet-délnyugat irányban, legnagyobb szélessége 150 km. Keleti oldala fokozatosan ereszkedik le a Nyugat-szibériai-alföld mocsaras vidékére, a nyugati oldal meredeken esik le a Pecsora-alföldre. 
Keresztvölgyekkel, szurdokokkal erősen tagolt hegyvidék. Itt emelkednek az Urál legmagasabb hegyei: a Narodnaja (1894 m) és a Karpinszkij-hegy (1878 m), a Manaraga (1662 m), stb. A fő vízválasztón és a nyugatabbra található gerinceken 600–1500 m tengerszint feletti magasságban fekvő hágók vezetnek át. 
A legmagasabb gerinceket kvarcit és kristályos pala, a nyugati és a keleti lejtőket metamorf- és üledékes kőzetek (homokkő, mészkő, stb.) építik fel. Itt kevesebb a gleccser, összterületük is jóval kisebb, mint a Sarki-Urálban. Közülük legnagyobb a Manszi- (Manysi?) és a Hofman-gleccser.

### Éghajlat
Kontinentális, hideg éghajlata a Sarki-Uráléhoz hasonló, különösen az északi részeken. Dél felé valamivel enyhébb a tél, kissé melegebb a nyár. Az egész hegylánc legcsapadékosabb területe éppen a Sarkközeli-Urál. Itt is érvényesül azonban a hegylánc nyugati és keleti oldalainak aszimmetriája: a nyugati oldal hűvösebb és több csapadékot kap, mint a nyáron több napfényt és kevesebb esőt kapó keleti. A nyugati oldal magasabb lejtőin a csapadék évi mennyisége az 1500 mm-t is eléri,  a keleti oldal hegyeiben csak 800 mm, sík vidékein 500 mm.
A leghidegebb hónap, a január középhőmérséklete -19 – -23 °C, de a síkságon néha 50 fokos fagyok is előfordulnak. A december és a február átlaghőmérséklete is csak -17, 5 °C. A napsütéses meleg napok a síkságon május vége felé, a hegyekben csak június második felében köszöntenek be. Fagy és hóvihar azonban az egész nyár folyamán előfordulhat, ha nem is minden évben. A júliusi középhőmérséklet a sík vidéken 14–16 °C, 1300–1400 m magasságban 5 °C, 1600–1800 m-en ennek alig a fele. 
Az úgynevezett „fehér éjszakák” (amikor a nap nem bukik teljesen a horizont alá) június-júliusban, két hónapon át tartanak.

### Vízrajz

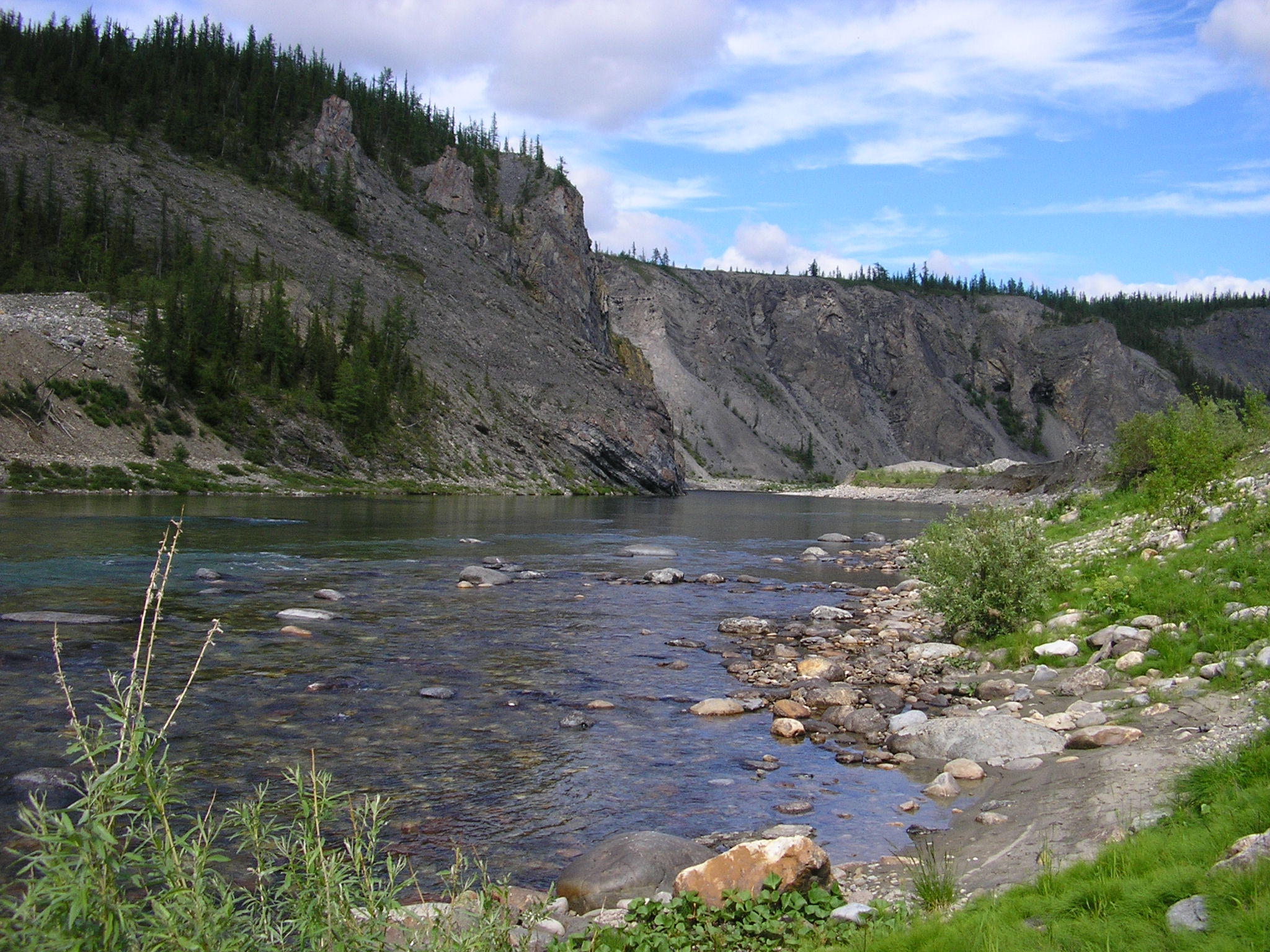
A Kozsim folyó a Jugid Va nemzeti park területén.

Az Urálnak ezen a részén, főként a nyugati oldalon a legsűrűbb a folyóhálózat. 
- A nyugati oldal folyóvizei a Pecsora vízrendszeréhez tartoznak. Itt ered az Uszába torkolló Koszju (259 km) és mellékfolyója, a Kozsim (202 km), valamint az Usza másik mellékvize, a Lemva (180 km). A nyugati lejtőkön folyik le az Északi-Urálban eredő Scsugor is (300 km), melynek vize szintén a Pecsorát táplálja.
- A keleti lejtők szerényebb vízhozamú folyóvizei az Obot táplálják. Közülük legnagyobb a Ljapin (151 km; nagyobbik forráságával, a Hulgával együtt 404 km), az Északi-Szoszva legnagyobb bal oldali mellékfolyója.

A folyók október végétől, november elejétől 190-200 napig jégpáncél alatt vannak, melynek vastagsága az egy métert is meghaladja. Az olvadás a Ljapin alsó folyásán általában május második hetében, a Pecsora vízrendszerének folyóin egy héttel később kezdődik.

### Növényzet
Az erdő a hegyek lejtőin átlag 450–650 m magasságig, a folyóvölgyekben valamivel magasabbra kapaszkodik fel. A nyugati (európai) oldalon azonban, ahol a nyár esősebb és hűvösebb, az erdőhatár legalább 100–150 m-rel alacsonyabban húzódik, mint a keletin. 
A sok eső miatt a nyugati tajga erősen mocsaras és főként nyírrel kevert jegenye- és lucfenyőből áll. Az ázsiai területen mocsaras tajga inkább csak a Ljapin alsó folyásának síkságán jellemző; az alacsony keleti domboldalakat (150–350 m) sűrű fenyvesek borítják, összetételük általában cédrus-, vörös- és erdeifenyő.